# Chỉ số tương tự Trái Đất

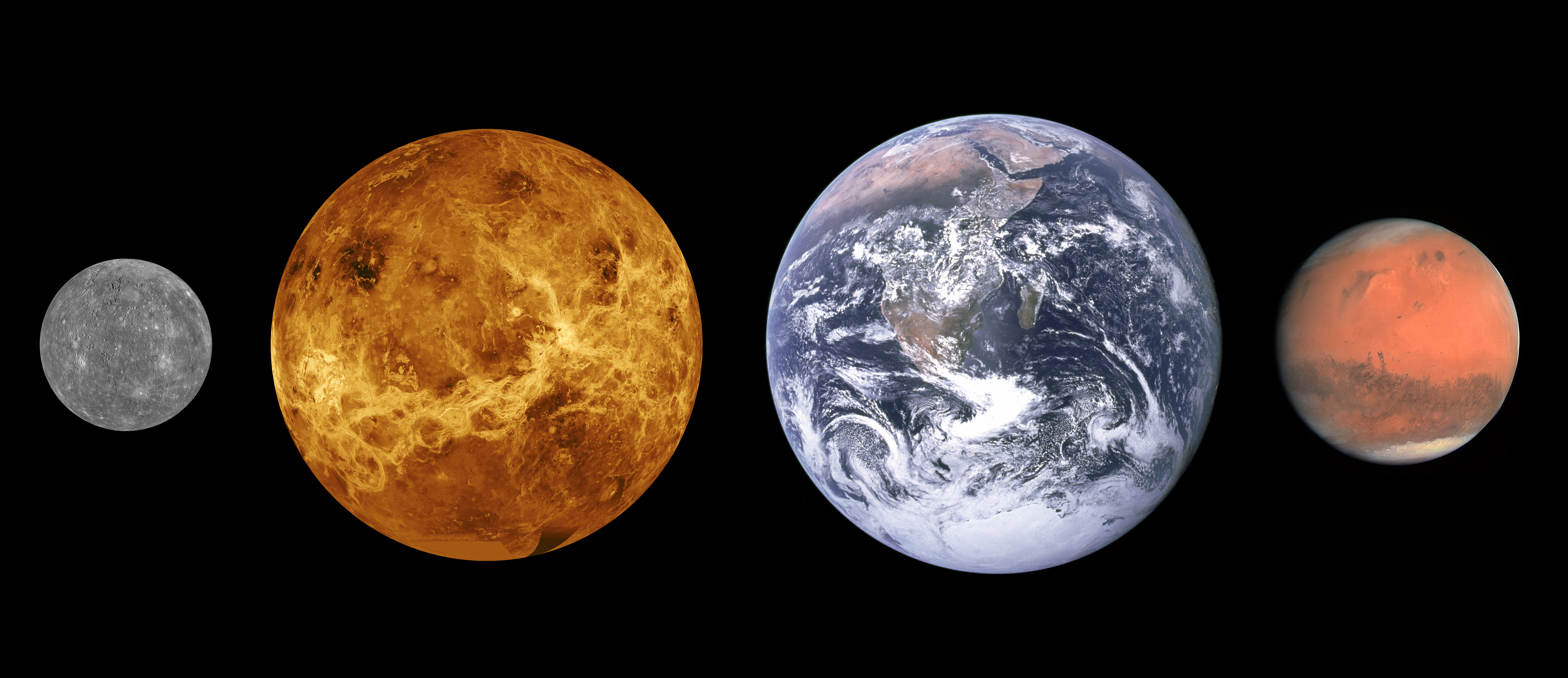
Mặc dù khác biệt về kích cỡ và nhiệt độ, các hành tinh đất đá của Hệ Mặt Trời có xu hướng có giá trị Chỉ số Tương tự Trái Đất cao – Sao Thủy (0,596), Sao Kim (0,444), Trái Đất (1,00) và Sao Hỏa (0,697). Sizes to scale.

Chỉ số Tương tự Trái Đất (ESI) là một đặc điểm được đề xuất về mức độ tương tự của một vật thể có khối lượng hành tinh hoặc vệ tinh tự nhiên so với Trái Đất. Nó được thiết kế theo tỷ lệ từ 0 đến 1, với Trái Đất có giá trị là 1; điều này có nghĩa là để đơn giản hóa các so sánh hành tinh từ các cơ sở dữ liệu lớn. Nó không có ý nghĩa định lượng cho khả năng cư trú.

## Công thức
Một trang web được duy trì bởi một trong những tác giả của bài báo Sinh vật học năm 2011, Abel Méndez tại Đại học Puerto Rico tại Arecibo, liệt kê các tính toán của ông về chỉ số cho các hệ thống ngoại hành tinh khác nhau. ESI của Méndez được tính là
{\displaystyle {\mathsf {ESI}}=\prod _{i=1}^{n}\left(1-{\Big \vert }{\frac {x_{i}-x_{i0}}{x_{i}+x_{i0}}}{\Big \vert }\right)^{\frac {w_{i}}{n}}}
ở {\displaystyle x_{i}} và {\displaystyle x_{i0}} lần lượt là các thuộc tính của thiên thể ngoài Trái Đất và của Trái Đất,{\displaystyle w_{i}} là số mũ có trọng số của mỗi thuộc tính, và {\displaystyle n} là tổng số thuộc tính. Trọng lượng được chỉ định cho mỗi thuộc tính, {\displaystyle w_{i}}, là các tham số miễn phí có thể được chọn để nhấn mạnh các đặc điểm nhất định so với những đặc điểm khác hoặc để đạt được ngưỡng chỉ mục hoặc thứ hạng mong muốn. Trang web cũng xếp hạng những gì nó mô tả là khả năng sinh sống của các hành tinh và Mặt trăng theo ba tiêu chí: vị trí trong khu vực có thể sinh sống, ESI và suy đoán về khả năng duy trì các sinh vật ở dưới cùng của chuỗi thức ăn, một chỉ số khác được đối chiếu trên trang web được xác định là "Thang đo khả năng sống chính trên toàn cầu".

## Bảng chỉ số tương tự Trái Đất
Trong bảng tiếp theo, các hành tinh được đánh dấu * đại diện cho ứng cử viên hành tinh hoặc hành tinh chưa được xác nhận. Khoảng cách là từ hệ Sao Trái Đất.
| Hành tinh          | ESI  | Khoảng cách (NAS) | Ghi chú |
| ------------------ | ---- | ----------------- | --- |
| Trái Đất           | 1,00 | 0                 | |
| KOI-4878,01*       | 0,98 | 1075              | chưa được xác nhận nhưng áp suất bề mặt có thể là 10 atm ở mức 292K, ngôi sao giống như mặt trời kiểu G4V                           |
| Teegarden b        | 0,95 | 12                | |
| TRAPPIST-1e        | 0,95 | 40                | có khả năng bị khóa chặt sao, áp suất bề mặt có thể chỉ bằng 6 atm ở mức 285K, một trong những hành tinh được biết đến dễ sống nhất |
| Gliese 581 g *     | 0,92 | 20                | chưa được xác nhận, khóa chặt để sao, áp suất bề mặt có thể là 18 atm ở mức 284K                                                    |
| Luyten b           | 0,91 | 12.2              | được khóa chặt để sao, áp suất bề mặt có thể là 25 atm ở 294K                                                                       |
| TRAPPIST-1 d       | 0,91 | 40                | hành tinh có thể ở được trong cùng trong hệ thống TRAPPIST-1                                                                        |
| Kepler-438b        | 0,88 | 640               | nhiệt độ 276 K, có khả năng bị khóa chặt, khả năng cư trú không chắc chắn                                                           |
| Proxima Centauri b | 0,87 | 4.2               | hành tinh gần nhất có thể ở được |
| Ross 128 b         | 0,86 | 11                | ngôi sao chủ không hoạt động và yên tĩnh, có thể ở được nếu có bầu khí quyển giống Trái Đất                                         |
| LHS 1723 b         | 0,86 | 17,5              | thiếu mật độ hành tinh hoặc dữ liệu khí quyển                                                                                       |
| Kepler-296 e       | 0,85 | 736,76            | Nhiệt độ là 267 K (−6 °C) ở áp suất 12 atm                                                                                          |
| Gliese 667 Cc      | 0,85 | 23,62             | có khả năng bị khóa chặt sao, nhiệt độ là 277,4 K (4,3 °C), dựa trên tính toán nhiệt độ cơ thể màu đen                              |
| Kepler-438b        | 0,84 | 1206              | Nó nằm ở trung tâm của vùng có thể ở được, nhiệt độ 233 K                                                                           |
| Kepler-452b        | 0,83 | 1402              | áp suất bề mặt có thể là 16-56 atm ở 288K với Helium nếu dòng 587,5 nm mạnh.                                                        |
| Kepler-62e         | 0,83 | 1200              | áp suất bề mặt có thể là 35 atm ở 288K với Helium nếu dòng 587,5 nm mạnh.                                                           |
| Gliese 832 c       | 0,81 | 16                | khóa chặt, không có kiến tạo mảng, có thể ở được nếu có bầu khí quyển giống Trái Đất                                                |
| Kepler-283c        | 0,79 | 1742              | nhiệt độ là 238,5 K |
| HD 85512 b         | 0,77 | 36                | Nếu có bầu khí quyển giống Trái Đất, không có hiệu ứng nhà kính                                                                     |
| Sói 1061c          | 0,76 | 13.8              | |
| Gliese 667 Cf *    | 0,76 | 23,6              | sự tồn tại gây tranh cãi |
| Kepler-440b        | 0,75 | 850               | nó có quỹ đạo hình elip, nhiệt độ 273 K                                                                                             |
| HD 40307 g         | 0,74 | 42                | |
| Kepler-61b         | 0,73 | 1100              | |
| K2-18b *           | 0,73 | 124               | nhiệt độ là 265 K, còn được gọi là EPIC 201912552 b                                                                                 |
| Sao Hoả            | 0,73 |                   | thiếu kiến tạo mảng toàn cầu, quá nhỏ đối với hơi nước trong khí quyển                                                              |
| thủy ngân          | 0,73 |                   | trong cộng hưởng spin-quỹ đạo 3: 2 với Mặt trời                                                                                     |
| Gliese 581 d *     | 0,72 | 20,4              | khóa chặt sao |
| Kepler-22b         | 0,71 | 587               | |
| Gliese 422 b *     | 0,71 |                   | chưa được xác nhận |
| Kepler-443b        | 0,71 | 2540              | nó có 89,9% cơ hội có thể ở được, nhưng chỉ có 4,3% là đá                                                                           |
| Kepler-62f         | 0,69 | 990               | áp suất bề mặt có thể là 10 atm ở 288K với Helium nếu dòng 587,5 nm mạnh                                                            |
| Teegarden c        | 0,68 | 12                | |
| Kepler-298d        | 0,68 | 1545              | |
| Kapteyn b          | 0,67 | 12.8              | hành tinh có khả năng cư trú lâu đời nhất                                                                                           |
| Kepler-186f        | 0,64 | 582               | có khả năng khí hậu lạnh hơn sao Hỏa, nhưng hành tinh vẫn có thể ở được                                                             |
| Kepler-174d        | 0,61 | 1269              | nhiệt độ rất giống sao Hỏa và áp suất bề mặt có thể là 2 atm                                                                        |
| Gliese 682 c *     | 0,59 |                   | chưa được xác nhận |
| TRAPPIST-1 g       | 0,59 | 39                | hành tinh lớn nhất trong hệ thống, quá lạnh để có thể ở được                                                                        |
| Mặt trăng          | 0,56 |                   | quá nhỏ đối với nước mặt hoặc khí quyển, thiếu kiến tạo mảng                                                                        |
| 55 Cnc c           | 0,56 |                   | thiếu mật độ hành tinh hoặc dữ liệu khí quyển                                                                                       |
| 55 Cnc f           | 0,53 | 41                | thiếu mật độ hành tinh hoặc dữ liệu khí quyển                                                                                       |
| KOI-4427b *        | 0,52 |                   | chưa được xác nhận |
| Gliese 581b        | 0,48 |                   | nó quay quanh rìa bên trong của vùng có thể ở được                                                                                  |
| Kepler-20f         | 0,44 | 929               | |
| sao Kim            | 0,44 |                   | thông lượng mặt trời > Giới hạn Komabayasi-Ingersoll, quỹ đạo quay ngược chậm do Mặt trời gây ra.                                   |
| Gliese 1214b       | 0,42 | 48                | nó có lẽ là hành tinh đại dương, nhiệt độ 390-552 K                                                                                 |
| Kepler-20e         | 0,29 |                   | |
| Mu Arae e          | 0,27 |                   | |
| Kepler-20b         | 0,24 |                   | |
| Gliese 581 c       | 0,24 | 20,37             | khóa chặt sao |
| sao Hải vương      | 0,18 |                   | Khí khổng lồ, màu xanh |
| Gliese 581 e       | 0,16 | 20,4              | khóa chặt sao |
| sao Mộc            | 0,12 |                   | Gas khổng lồ |
| Gliese 3293 c *    | 0,70 |                   | chưa được xác nhận |
| TRAPPIST-1 f       | 0,70 | 39                | nhiệt độ là 230 K, cơ hội nhỏ để được đá                                                                                            |
| Kepler-296f        | 0,60 |                   | |
| Gliese 667 Ce *    | 0,60 | 23,6              | sự tồn tại gây tranh cãi |
| HD 69830 d         | 0,60 | 40,7              | thiếu mật độ hành tinh hoặc dữ liệu khí quyển                                                                                       |
| Kepler-11b         | 0,30 |                   | |
| KOI-55c *          | 0,03 |                   | |